# 安宁街道 (晋中市)
安宁街道，是中华人民共和国山西省晋中市榆次区下辖的一个乡镇级行政单位。

## 行政区划
安宁街道下辖以下地区：
安宁社区、康乐社区、轻院社区、安新社区、电力社区、堡子社区、北郊西社区、鸣李社区、纺配社区和顺驰社区。